# Apatelodes ennomoides
Apatelodes ennomoides is een vlinder uit de familie van de Apatelodidae. De wetenschappelijke naam van de soort is, als Parathyris ennomoides, voor het eerst geldig gepubliceerd in 1865 door Francis Walker.